# Bitzenhofen (Oberteuringen)
Bitzenhofen ist ein Teilort der Gemeinde Oberteuringen im baden-württembergischen Bodenseekreis.

## Geographie
Bitzenhofen liegt am Fuße des Gehrenbergs und ist mit rund 1200 Einwohnern der größte Teilort Oberteuringens.

## Geschichte
Am 27. Mai 1263 überlässt Graf Wolfrad der ältere von Veringen dem Kloster Kreuzlingen sein Eigentumsrecht an den Besitzungen zu Bitzenhofen, welche sein Eigenmann, Ritter Heinrich von Kappel, um 21 Mark dahin verkauft hat.
1413 wurde die Herrschaft Schmalegg, zu der Bitzenhofen mit Neuhaus und Weiler gehörte, von den Werenbergern an die Reichsstadt Ravensburg verkauft. Bis 1803 bildete Bitzenhofen daher eine eigene Herrschaft der Reichsstadt. 
Der Raubritter Hans von Rechberg brannte wegen eines Streites mit den Reichsstädten 1454 Ober- und Unterteuringen, Hefigkofen und auch Bitzenhofen nieder. Die Gegend litt besonders im Dreißigjährigen Krieg. 1646 wurden Bitzenhofen und Teuringen von Streifscharen vom Hohentwiel in Schutt und Asche gelegt.

## Verkehr
Der Ort wird durch die Bundesstraße 33 von Oberteuringen getrennt.